# 미야지마촌 (오사카부)
미야지마촌(일본어: 宮島村)은 일본 오사카부 시마시모군·미시마군에 설치되었던 촌이다. 현재의 이바라키시에 해당한다.

## 역사
- 1889년 4월 1일 - 정촌제 시행에 의해 시마시모군 미야지마촌이 성립하였다.
- 1896년 4월 1일 - 미시마군이 성립해, 소속이 변경되었다.
- 1935년 2월 11일 - 미조쿠이촌과 합병해 다마시마촌이 성립하여, 동일 미야지마촌은 폐지되었다.

## 참고문헌
- 角川日本地名大辞典 27 大阪府